# Kozłów (gmina w guberni kieleckiej)
Kozłów (od 1870 Małogoszcz) – dawna gmina wiejska istniejąca do 1870 roku w guberni kieleckiej. Siedzibą władz gminy był Kozłów.
Za Królestwa Polskiego gmina Kozłów należała do powiatu andrejewskiego (jędrzejowskiego) w guberni kieleckiej (utworzonej w 1867). 13 stycznia 1870 do gminy przyłączono pozbawiony praw miejskich Małogoszcz, po czym gminę przemianowano na Małogoszcz.